# Wybory do Folketingetu w 1945 roku
Wybory do Folketingetu w 1945 roku. Zostały przeprowadzone 30 października 1945 w Danii i 20 listopada na Wyspach Owczych. Frekwencja w Danii wynosiła 85.8%, a na Wyspach Owczych – 60,2%. Wybory wygrała lewicowa partia Socialdemokraterne, uzyskując 32,8% głosów i 48 mandatów w Folketingu.
| Partia                              | % głosów | liczba mandatów |
| ----------------------------------- | -------- | --------------- |
| Socialdemokraterne                  | 32,8%    | 48              |
| Venstre                             | 23,4%    | 38              |
| Konserwatywna Partia Ludowa         | 18,2%    | 26              |
| Komunistyczna Partia Danii          | 12.5%    | 18              |
| Det Radikale Venstre                | 8,1%     | 11              |
| Dansk Samling                       | 3,1%     | 4               |
| Partia Sprawiedliwości              | 1,9%     | 3               |
| Farerska Partia Ludowa              | 0%       | -               |
| Farerska Partia Socjaldemokratyczna | 0%       | -               |
| Farerska Partia Unii                | 0%       | -               |